# Libertad Leblanc
Libertad María de los Ángeles Vichich Blanco, coneguda com a Libertad Leblanc (Guardia Mitre, Río Negro, Argentina, 24 de febrer de 1938, - 30 d'abril de 2021) va ser una actriu de cinema argentina, famosa per haver protagonitzat diverses pel·lícules eròtiques durant la dècada de 1960.
Leblanc va ser un dels símbols sexuals de les rosses de platí de l'Argentina als anys seixanta i setanta; la rossa va aparèixer en diverses pel·lícules orientades a adults sovint amb nuesa o contingut sexual com ara Acosada (1964). Moltes de les seves pel·lícules van ser controvertides; la pel·lícula de 1968 La Endemoniada també es coneixia en anglès com A Woman Possessed, una pel·lícula de terror vampíric amb nuesa explícita. El 1967 va aparèixer a la luxuriosa La Venus maldita. El 1969 va aparèixer a Deliciosamente amoral, de nou molt controvertida.
Leblanc també va aparèixer en versions televisives de Nana (la novel·la decimonònica d'Émile Zola), Lola Montès i Lady Hamilton.
Va estar casada i divorciada del productor Leonardo Barujel.

## Filmografia
- Estàndard (1989)
- Furia en la isla (1976) amb Lily
- Olga, la hija de aquella princesa rusa (1972)
- Cerco de Terror (1972)
- Mujeres de medianoche (1969)
- Cautiva de la selva (1969)
- La culpa (1969) amb Márgara
- Deliciosamente amoral (1969)
- La endemoniada (1968)
- Psexoanálisis (1968)
- La casa de Madame Lulú (1968)
- El satánico (1968)
- 4 contra el crimen (1968)
- Noches prohibidas (1968)
- Esclava del deseo (1968)
- El derecho de gozar (1968)
- Seis Días para Morir (La Rabia) (1967)
- Cuando los hombres hablan de mujeres (1967)
- La perra (1967)
- La Venus maldita (1967)
- La piel desnuda (1966)
- Fuego en la sangre (1965)
- La cómplice (1965)
- Una mujer Pecado precio (1964)
- María M. (1964)
- Acosada (1964)
- Testigo para un crimen (1963)
- La Flor de Irupé (1962)
- La procesión (1960)
- El bote, el río y la gente (1960)
- El primer beso (1958)